# Grigorie Sturdza

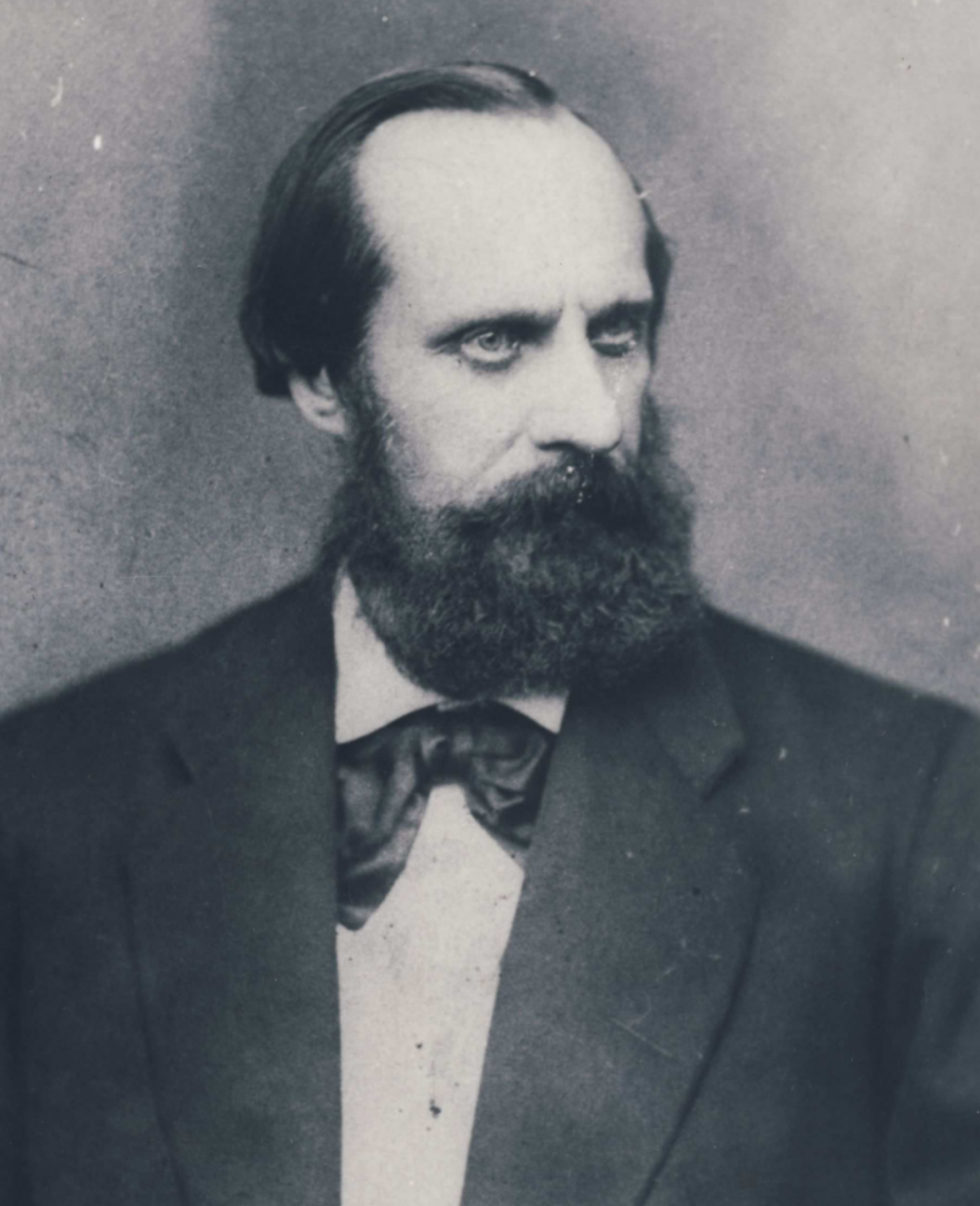
Fotografi av Sturdza, daterad ca. 1875

Grigorie Sturdza, född 1821, död 1901, var en rumänsk politiker. Han var son till Mihail Sturdza.
Sturdza tjänstgjorde som officer i turkiska armén, var vid sidan av fadern en av bojarpartiets kandidater vid furstevalet 1859 och bidrog genom att inte träda tillbaka att minska dennes utsikter, utan att själv lyckas. Han var sedermera en framträdande anhängare av den ryssvänliga riktningen.